# Municipio di Lubiana
Il municipio di Lubiana (in sloveno Ljubljanska Mestna hiša, noto anche come Ljubljanski Rotovž o semplicemente Rotovž o Magistrat) è la sede del comune di Lubiana.
Si trova in piazza Civica nel centro della capitale, vicino alla cattedrale di San Nicola. L'edificio originale fu costruito in stile gotico nel 1484, probabilmente su progetto di Peter Bezlaj. Tra il 1717 e il 1719 l'edificio ha subito una ristrutturazione in stile barocco con ispirazione veneziana da parte di Gregor Maček .
Davanti al municipio si trova la copia di una fontana di Francesco Robba. L'opera originale, terminata nel 1751, è conservata nella Galleria nazionale della Slovenia.